# Lepidodelta albiclava
Lepidodelta albiclava är en fjärilsart som beskrevs av Druce 1908. Lepidodelta albiclava ingår i släktet Lepidodelta och familjen nattflyn. Inga underarter finns listade i Catalogue of Life.